# Вейланд-Шульц, Кристап Кристапович
Кристап Кристапович Вейланд-Шульц (2 декабря 1885, хутор Граверы, Ауэрмюндская волость, Добленский уезд, Курляндская губерния — 7 июля 1987, Свердловск) — российский атлет, артист цирка и спортсмен, борец, тренер.

## Биография
Сын латышского крестьянина. С 1899 года работал подручным кузнеца, затем — путевым обходчиком на железной дороге. В 1902 году в 17-летнем возрасте впервые принял участие в волостных соревнованиях по поднятию тяжестей, где занял первое место и был награждён серебряной медалью «Сила и доблесть» и призовыми — 5 рублями.
Поехал на заработки в Ригу, где устроился на Механический завод братьев Клейн подручным кузнеца. Занимался во Втором атлетическом обществе Риги. В 1905 году за участие в забастовках рижского пролетариата был уволен и стал безработным.
Обладая огромной физической силой, стал демонстрировать поднятие тяжестей в цирке. С 1908 года занялся профессиональным спортом.
Выступал в соревнованиях по французской борьбе. В возрасте 21 года на турнире в Риге завоевал свою первую борцовскую награду.
В 1908 году впервые приехал на выступления в Германию, где многие восприняли его как соотечественника. Добился победы на турнирах в Кельне, Мюнхене, становится чемпионом Германии в легком весе. Чемпионат проходил в Гамбурге. Вейланду, по рекомендации хозяина чемпионата Георга Луриха, присваивают псевдоним «Шульц», ставший впоследствии частью его фамилии.

К. Вейланд-Шульц на дореволюционной открытке

Был семикратным чемпионом представительных международных турниров. В 1917 году на Чемпионате свободной России в Киеве получил звание чемпиона.
Выступал на соревнованиях с такими прославленными борцами Российской империи, как Иван Поддубный, Иван Заикин, Иван Лебедев (Дядя Ваня) и др. Шульц был равен этим звездам борьбы по титулам, превосходил многих из них по технике и уступал в одном качестве — весил на 20—30 килограмм меньше.
Авторитетный журнал по атлетизму «Геркулес», издаваемый популяризатором спорта И. В. Лебедевым писал в одном из номеров: 

«Кто не видел Шульца, тот не видел настоящего фейерверка приемов! Смел — до безумия. Силен — до нельзя. Быстр — до умопомрачения. Ловок — до невозможности. Латыш из Риги и бог легковесов».
В 1912 и 1913 годах становился победителем Международного конкурса по красоте и атлетическому совершенству фигуры «Мистер Европа» (говоря современным языком, становился чемпионом континента по бодибилдингу). Открытки с изображением Вейланда, секс-символа того времени, «одетого» лишь в фиговый листок, пользовались огромной популярностью у барышень Российской империи.
В 1919—1922 годах — инструктор Всевобуча при Подольском полку Особого назначения в Виннице. В 1922—1923 годах был безработным.
В 1923 году в Москве на I Всемирном чемпионате борьбы занял первое место и приз 3000 рублей, тогда же получил направление на работу в цирк борцом-профессионалом. В начале 1930-х годов переехал на Урал, где работал директором цирка в городе Надеждинске, а затем — в той же должности на Уралмаше и с 1940 по 1945 годы — в цирке при Свердловской филармонии.
В самый критический момент Великой Отечественной войны передал завоёванные им награды в «Фонд обороны» Родины на строительство танка «За Родину», за что получил благодарность и телеграмму лично от Сталина.
Все послевоенные годы посвятил тренерской работе в ДСО «Локомотив» Свердловской железной дороги совместно с «Дядей Ваней» Лебедевым.
Скончался 7 июля 1987 года. Похоронен в Екатеринбурге на Широкореченском кладбище.